# Oleksandr Hryhorovytj Povoroznjuk
Oleksandr Hryhorovytj Povoroznjuk (ukrainska: Олександр Григорович Поворознюк), född 6 mars 1971, är en ukrainsk affärsman, VD för Ahrofirma Pyatykhatska LLC och ordförande för FK Inhulets.